# Das Reich des Kindes
Das Reich des Kindes. Legende der letzten Karolinger ist eine Erzählung von Gertrud von le Fort, die, 1933 geschrieben, 1934 im Langen Müller Verlag in München erschien.
Deutschland am Ende des 9. Jahrhunderts: Über allem erbitterten Kampf gegen die äußeren Feinde des Reichs findet König Arnulf jahrelang überhaupt keine Zeit für die in Regensburg auf ihn wartende Königin Oda.

## Inhalt
Die Konradiner sind sich einig, anstelle Karls des Dicken soll dessen Neffe Arnulf König werden. An der Schwäche des Reiches sei Kaiserin Judith schuld. Sie habe den Kaiser Ludwig damals ihres Sohnes wegen zur Reichsteilung überredet. Also schicken die Konradiner Boten zu Arnulf. Unterwegs treffen die Reiter im Forchheimer Wald die steinalte Glismouda. Es heißt, die Sächsin komme gerade vom Untersberg. Karl den Großen hatte sie noch gekannt. Glismouda prophezeit den Reitern schlechte Zeiten. Kämpfe gegen die Feinde des Reichs stünden bevor.
Arnulf stößt Karl den Dicken vom Thron. Bei der Entthronung auf der Pfalz Tribur fällt die Majestas Domini um. Trotz des schlechten Omens haben die Konradiner nichts Eiligeres zu tun, als die allgegenwärtige Glismouda um einen passenden Spruch zu dem erfreulichen Anlass zu bitten. Glismouda sieht, ein Kind besteigt den Thron. Arnulf will die Weissagung nicht hören. Die Konradiner verstehen das Orakel trotz nachfolgender Erklärung nicht. Sie haben Wichtigeres zu tun. Der neue König braucht eine Gemahlin. Die Konradiner denken an ihre Base Uta. Arnulf ist einverstanden. Die Konradiner ermitteln durch Losentscheid, wer der Erwählten die frohe Botschaft überbringen muss. Konrad von Weilburg trifft Uta auf Lahnstein, dort wo die Lahn in den Rhein mündet.
Die Krönung des Königspaares in Aachen wird unterbrochen. Die Feinde des Reichs haben sowohl die Ost- als auch die Westgrenze überschritten. Arnulf eilt mit blankem Schwert aus der Kirche. Krone und Zepter wurden ihm noch nicht überreicht. Die Bischöfe machen unbeeindruckt weiter; krönen Uta zur Königin. Nun wollen die Konradiner noch ein Königskindlein. Der König hat dafür keine Zeit. Eine Schlacht nach der anderen ficht er aus. Die Luitpoldinger wollen wissen, warum sich der Wunsch der Konradiner nicht erfüllt. Eine Erklärung wäre, Arnulf fürchte, Glismoudas Spruch könnte in Erfüllung gehen. Das Königspaar residiert in Regensburg. Als Uta doch noch einen Sohn zur Welt bringt, freut sich das Volk – nur der König nicht. Arnulf hat andere Sorgen. Die Hunnen fallen in Mähren ein. Nachdem Arnulf vom Schlag zum Teil gelähmt worden ist, wollen alle Großen Vormund des Kindleins werden. Nur Zwentibold nicht. Der uneheliche Sohn Arnulfs will geradewegs an die Macht. Im Reich kommen Zweifel auf. Ist Arnulf eigentlich der Vater des Kindleins? Das Volk meint, aus den Augen des Kindleins schaue der Große Karl. Der todkranke König rafft sich auf, legitimiert das Kindlein und richtet somit die niedergestürzte Majestas Domini wieder auf. Nach dem Hunnensturm beerdigt die Königin Uta ihr totes Kind in St. Emmeram. Jener Konrad, der Uta einst die frohe Botschaft von ihrer bevorstehenden Hochzeit auf Lahnstein überbracht hatte, wird neuer König im Reich des Kindes.

## Der Tod des Kaisers
Die letzten Jahre nach seiner Entmachtung verbringt Karl der Dicke auf einen Meierhof in Neudingen auf der Bar. Der Winter im Januar 888 ist sehr hart. Den Kaiser trifft im Freien der Schlag. Er stürzt kopfüber in einen eisigen Bach.

## Zitat
- "Es sind immer nur die Schwachen, welche die Schwachen verachten."[4]

## Rezeption
- Mit Sicht auf Deutschland werde ein Fall von Heilsgeschichte durchgespielt.[5]